# Eobiana
Eobiana is een geslacht van rechtvleugeligen uit de familie sabelsprinkhanen (Tettigoniidae). De wetenschappelijke naam van dit geslacht is voor het eerst geldig gepubliceerd in 1949 door Bey-Bienko.

## Soorten
Het geslacht Eobiana omvat de volgende soorten:
- Eobiana engelhardti Uvarov, 1926
- Eobiana gladiella Ishikawa, 2001
- Eobiana japonica Bolívar, 1890
- Eobiana nagashimai Wada & Ishikawa, 2001
- Eobiana nippomontana Ishikawa & Wada, 2001